# Selección de waterpolo de Checoslovaquia
La selección de waterpolo de Checoslovaquia fue el representante de Checoslovaquia en el waterpolo internacional masculino.

## Participaciones

### Juegos Olímpicos
| Año   | Resultado        | Pos.         | PJ           | PG           | PE           | PP           | GF           | GC           | Dif.         |
| ----- | ---------------- | ------------ | ------------ | ------------ | ------------ | ------------ | ------------ | ------------ | ------------ |
| 1900  | No participó     | No participó | No participó | No participó | No participó | No participó | No participó | No participó | No participó |
| 1912  | No participó     | No participó | No participó | No participó | No participó | No participó | No participó | No participó | No participó |
| 1920  | Cuartos de final | 12°          | 2            | 0            | 0            | 2            | 0            | 18           | -18          |
| 1924  | Cuartos de final | 6°           | 4            | 0            | 0            | 4            | 15           | 11           | +4           |
| 1928  | Octavos de final | 10°          | 1            | 0            | 0            | 1            | 2            | 4            | -2           |
| 1932  | No participó     | No participó | No participó | No participó | No participó | No participó | No participó | No participó | No participó |
| 1936  | Primera fase     | 11°          | 3            | 1            | 0            | 2            | 7            | 12           | -5           |
| 1948  | No participó     | No participó | No participó | No participó | No participó | No participó | No participó | No participó | No participó |
| 1988  | No participó     | No participó | No participó | No participó | No participó | No participó | No participó | No participó | No participó |
| 1992  | Ronda preliminar | 12°          | 5            | 0            | 0            | 5            | 33           | 63           | -30          |
| Total | 0 títulos        | 5/21         | 15           | 1            | 0            | 14           | 57           | 108          | -51          |